# Райън О'Нийл
Патрик Райън О'Нийл (на английски: Patrick Ryan O'Neal) е американски актьор.

## Биография
Роден е на 20 април 1941 г. в Лос Анджелис, Калифорния. Състезава се като боксьор в тийнейджърските си години.
Номиниран е за награда „Оскар“ в категория „Най-добър актьор“ за филма „Любовна история“ (1970).
Има 4 деца, 2 от първия си брак, както и от втория си брак и от дългогодишната си връзка с актрисата Фара Фосет.
През 2001 година е диагностициран с левкемия, но от 2006 година се счита за излекуван.

## Избрана филмография
| Година | Филм                   | Оригинално заглавие  | Роля                 | Режисьор         |
| ------ | ---------------------- | -------------------- | -------------------- | ---------------- |
| 1970   | Любовна история        | Love story           | Оливър Барет IV      | Артър Хилър      |
| 1972   | Какво става, докторе?  | What's Up, Doc?      | Ховард Банистър      | Питър Богданович |
| 1973   | Хартиена луна          | Paper Moon           | Моузес Прай          | Питър Богданович |
| 1975   | Бари Линдън            | Barry Lyndon         | Редмънд Бари         | Стенли Кубрик    |
| 1977   | Недостижимия мост      | A Bridge Too Far     | Генерал Джеймс Гавин | Ричард Атънбъро  |
| 1978   | Шофьорът               | The Driver           | Шофьорът             | Уолтър Хил       |
| 2003   | Страшилището на Малибу | Malibu's Most Wanted | Бил Глъкман          | Джон Уайтсел     |

### Телевизия
| Година      | Филм         | Роля            | Бележки     |
| ----------- | ------------ | --------------- | ----------- |
| 1964 – 1969 | Пейтън Плейс | Родни Харингтън | 501 епизода |
| 2005 – 2017 | Кости        | Макс Кийнън     | 24 епизода  |